# 吐火仙可汗
吐火仙可汗（とかせんかがん、拼音：Tŭ/Tù huŏ xiān、生没年不詳）は、突騎施（テュルギシュ）の可汗。蘇禄の子。名は骨啜（クチュル）。

## 生涯
開元26年（738年）夏、突騎施（テュルギシュ、Türügeš）の莫賀達干（バガ・タルカン、Baγa Tarqan）の兵は蘇禄を夜襲して殺した。都摩度は初め、莫賀達干とともにこの謀略に関わっていたが、次第に争い合うようになると、蘇禄の子である骨啜を可汗に擁立して碎葉（スイアブ）城に住まわせ、自らは黒姓可汗（カラ・カガン）の爾微特勤とともに怛邏斯（タラス）城に拠点を置いて莫賀達干を攻撃した。莫賀達干は唐へ使者を送ってこのことを訴えた。
開元27年（739年）8月、莫賀達干は安西都護（磧西節度使）の蓋嘉運・石（チャーチュ）王の莫賀咄吐屯（バガテュル・トゥドゥン）・史（ケシュ）王の斯謹提とともに吐火仙可汗と都摩度の衆を討って大敗させた。この戦いで吐火仙可汗は捕えられ、金河公主（交河公主）も送還された。唐は阿史那懐道（アシナ・カイドゥ）の子の阿史那昕を立てて可汗とし、この混乱を鎮撫させようとしたが、莫賀達干が反対したため阿史那昕を立てず、代わりに莫賀達干を可汗として、突騎施の民衆を統括させた。
開元28年（740年）、蓋嘉運は将士を率いて闕に詣で、吐火仙可汗と捕虜を太廟に献上した。玄宗は吐火仙可汗を赦して左金吾衛員外大将軍・修義王とした。

## 弟
- 葉護頓阿波（ヤブグ・トン・アパ）

## 参考資料
- 『旧唐書』本紀第九、列伝第百四十四下
- 『新唐書』列伝百四十下 突騎施烏質勒
- 『資治通鑑』巻第二百一十五